# Kjótský protokol
Kjótský protokol je mezinárodní smlouva k Rámcové úmluvě OSN o klimatických změnách. Průmyslové země se v něm zavázaly snížit emise skleníkových plynů o 5,2 %.
Tato redukce se vztahuje na koš šesti plynů, resp. jejich agregované průměrné emise (v jednotkách tzv. uhlíkového ekvivalentu, viz níže) za pětileté období 2008–2012. Kromě oxidu uhličitého (CO2), methanu (CH4) a oxidu dusného (N2O), jejichž emise budou porovnávány k roku 1990, se závazek týká hydrofluoruhlovodíků (HFC), polyfluorovodíků (PFC) a fluoridu sírového (SF6), jejichž emise mohou být porovnávány buď s rokem 1990 nebo 1995.
Kjótský protokol získal svůj název podle japonského města Kjóto, ve kterém byl v prosinci 1997 dojednán.

## Přepočet skleníkových plynů na ekvivalent oxidu uhličitého
V Kjótském protokolu nejsou uvedeny vztahy pro převod emisí jednotlivých skleníkových plynů na jednotnou veličinu. Tento výpočet bohužel není triviální: jednotlivé skleníkové plyny mají nejen různou schopnost vyvolávat skleníkový efekt, ale i různou životnost v atmosféře. Vědecké poznání v této oblasti se navíc vyvíjí. Například „První sdělení ČR o plnění závazků vyplývajících z přistoupení k Rámcové úmluvě OSN o změnách klimatu“ z roku 1994 používalo přepočet, podle něhož se potenciál globálního oteplování (PGO) 1 tuny N2O rovná 270 tunám CO2 (tedy oxid dusný je 270krát silnější skleníkový plyn než oxid uhličitý) a 1 tuna CH4 rovná 11 tunám CO2. Druhé sdělení z roku 1997 již používalo koeficienty 320 a 24,5.
V současnosti se používá přepočet v poměru:
1 t N2O = 310 t (CO2)ekv (uhlíkového ekvivalentu)
1 t CH4 = 21 t (CO2)ekv
Přestože ostatní plyny uvedené v Kjótském protokolu mají silnější skleníkové účinky, zůstává oxid uhličitý nejvýznamnějším antropogenním skleníkovým plynem, neboť je emitován v daleko největším množství.

## RatifikaceKjótského protokolu
Kjótský protokol vstoupil v platnost více než 7 let po svém vzniku. Pro jeho platnost byly totiž stanoveny dvě podmínky, které musely být obě splněny:
- Ratifikace alespoň 55 státy.
- Ratifikace tolika státy Dodatku I (tedy průmyslově vyspělými zeměmi), aby jejich podíl na emisích všech států Dodatku I v roce 1990 činil alespoň 55 %.

Se splněním první podmínky nebyl větší problém, neboť rozvojovým státům Protokol neukládá žádné významnější závazky a řada ostrovních či přímořských států má na opatřeních proti změnám klimatu velký, někdy přímo existenční zájem.
Mnohem komplikovanější bylo splnění druhé podmínky. I státy, které Kjótský protokol jednoznačně podporovaly, čekaly s ratifikací na dobu, kdy budou přijata přesná pravidla pro tzv. flexibilní mechanismy (viz dále), odečítání propadů a podobně. O těchto pravidlech se jednalo na řadě dalších konferencí smluvních stran Rámcové úmluvy.
Jako mírnou kuriozitu lze uvést, že ačkoli šlo o specifikaci pravidel Kjótského protokolu, kterou by formálně mělo projednávat tzv. setkání smluvních stran (anglicky Meeting of Parties, MOP) Kjótského protokolu, jednalo se o nich na konferencích smluvních stran (COP) Rámcové úmluvy, neboť Kjótský protokol neplatil, tudíž se ani nemohlo žádné MOP sejít. Na internetových stránkách Rámcové úmluvy OSN o klimatických změnách (UNFCCC) má proto řada plných textů příslušných usnesení zhruba tuto podobu: „COP doporučuje, aby MOP, až se sejde na svém prvním zasedání, přijalo následující usnesení: …“.
Poté, co Protokol definitivně odmítly ratifikovat Spojené státy (jejich podíl na emisích zemí Dodatku I činil cca 36 procent), závisel osud Kjótského protokolu na Rusku. To po dlouhém lavírování skutečně Protokol na podzim roku 2004 ratifikovalo (podle některých komentátorů výměnou za to, že Evropská unie podpoří jeho vstup do Světové obchodní organizace – WTO) a tím umožnilo jeho vstup v platnost.
K 16. prosinci 2004 ratifikovalo Kjótský protokol 132 zemí, z toho 37 zemí uvedených v Dodatku I. Emisní podíl států Dodatku I, které Protokol ratifikovaly, na celkových emisích států Dodatku I, je 61,6 %.

## Diferencované snížení emisí
Úhrnné redukce emisí o 5,2 % mělo být dosaženo diferencovaným snížením, které je výsledkem jednání mezi zeměmi Dodatku I v Kjótu – EU15, Švýcarsko, Česká republika a další středoevropské země sníží o 8 %, USA sníží o 7 % a Kanada, Maďarsko, Japonsko a Polsko o 6 %. Rusko, Nový Zéland a Ukrajina budou stabilizovat své emise na hladině roku 1990, zatímco Norsko může zvýšit emise o 1 %, Austrálie o 8 % a konečně Island o 10 % (podrobně viz tabulka).
Evropská unie, resp. tehdy patnáctičlenné Evropské společenství (EU15), ratifikovalo Úmluvu jako samostatný subjekt. To umožní 15 „starým“ členským zemím EU splnit závazek redukce emisí kolektivně, i když emise některých zemí EU15 vzrostou za deset let od roku 1990 o 10–20 % (Řecko, Irsko, Portugalsko a Španělsko). Oproti tomu se emise Německa podstatně snížily (útlum ekonomiky a následující modernizace bývalé NDR), což zajišťuje celkový nulový růst emisí EU mezi 1990 a 2000.
Poté, co ratifikaci Kjótského protokolu odmítly USA, je ovšem zjevné, že závazek zemí Dodatku I snížit emise o 5,2 % nebude splněn, a to ani v případě, že všechny ostatní země své závazky beze zbytku splní.

## Ekonomické důsledky omezování emisí
Pro většinu průmyslově vyspělých zemí přijaté závazky představují investice do energeticky úsporných technologií, podporu úspor energie v obytném sektoru, vývoj a podporu energeticky méně náročných forem dopravy a podporu udržitelného hospodaření v lesích. Vlády by měly odstranit deformace trhu s energiemi (dotace) a velkoryse podporovat inovace s cílem podpořit energeticky úsporné technologie .
Velikosti nákladů, které musí být vynaloženy na uvedené snížení emisí, se ve vyspělých zemí (OECD) pohybují mezi 40–100 USD/t CO2 a závisí na výchozí pozici jednotlivých zemí (především různá struktura palivo-energetické základny a energetická náročnost ekonomiky). Pokud by byl přijat závazek vysokého a stejného procentuálního snížení pro všechny (např. původní návrh EU na 15% redukci), pak by ekonomické dopady působily především na největší emitenty CO2, zvláště na USA, Kanadu a Austrálii, kde by náklady byly podstatně vyšší než u ostatních rozvinutých zemí (průměr OECD je 1–2 % HDP).

## Flexibilní mechanismy
Základem splnění závazků vyplývajících z Kjótského protokolu má být redukci emisí na území příslušného státu. Kjótský protokol však umožňuje část závazku splnit pomocí tzv. flexibilních mechanismů. Ty mají průmyslovým státům umožnit, aby zajistily snížení emisí na území jiného státu nebo odkoupily od jiného státu právo vypouštět skleníkové plyny.
Kjótský protokol uvádí tři typy flexibilních mechanismů:
- obchodování s emisemi;
- společně zaváděná opatření;
- mechanismus čistého rozvoje.

Je důležité si uvědomit, že žádný z těchto mechanismů sám o sobě nevede ke snižování emisí skleníkových plynů. Jde „pouze“ o způsob, jak pomocí tržních nástrojů snížit ekonomické náklady na omezení emisí. Pro využití těchto mechanismů nejsou žádné přesné limity, nemělo by se nicméně stát, že některý stát na snižování emisí na domácí půdě zcela rezignuje a potřebné kredity si nakoupí či vyslouží v zahraničí. Využití flexibilních mechanismů má být jen doplňkem k vnitrostátním opatřením pro snížení emisí.

### Obchodování s emisemi
Obchodování s emisemi mezi státy je asi nejprůhlednějším mechanismem. Jestliže se ukáže, že země A emituje např. o deset milionů tun CO2 méně, než jí ukládá Protokol, může tento rozdíl prodat jiné zemi B. V konečném důsledku země A i B společně plní závazky, pouze dochází k redistribuci emisních limitů mezi A a B. Na tomto základě mohou již dnes kolektivně plnit své závazky např. země EU15.

### Společně zaváděná opatření
Již původní text Úmluvy, článek 4, paragraf 2(a) uvádí, že rozvinuté země uvedené v Dodatku I mohou zavádět opatření na snížení emisí společně s ostatními stranami Úmluvy a mohou napomáhat ostatním stranám Úmluvy v dosahování cíle Úmluvy. Také článek 3 (paragraf 3) nabádá vlády, aby braly v úvahu taková opatření, která jsou ekonomicky efektivní a zajišťují dosažení kladných efektů při nejnižších možných nákladech.
Na základě čl. 4, paragraf 2(a), se začalo hovořit o společně zaváděných opatřeních. Berlínská konference rozhodla o „pilotní fázi“ (začala v roce 1995), která se také označuje jako „pilotní fáze projektů společné implementace“. Jedná se o dobrovolnou spolupráci, ze které nevyplývají žádné obchody s emisemi (kredity).
S normálním fungováním společně zaváděných opatření za které budou započítávány kredity, se počítá od roku 2008, nicméně za některé projekty započaté po 1. lednu 2002 bude rovněž možno nárokovat zisk kreditů.
Z ekonomického hlediska se společně zaváděná opatření zakládají na rozdílu nákladů na redukci emisí v jednotlivých vyspělých zemích. Průmyslově vyspělé země vykazují rozdíly v energetické náročnosti tvorby HDP, ve struktuře zdrojů energie a ve spotřebě energie v dopravě a obytném sektoru (rozdíly v životní úrovni a stylu). Různou měrou jsou využívány i energetické zdroje neemitující skleníkové plyny, např. fotovoltaika, sluneční tepelné kolektery, atomová energie, větrná energie, energie vodních toků nebo slapových jevů. Ani jednotlivá uhlíkatá paliva nejsou z hlediska emisí rovnocenná, např. zemní plyn emituje na jednotku spalného tepla o cca 30 % oxidu uhličitého méně než uhlí.
Předpokládá se, že v zemích střední a východní Evropy, v nichž probíhá ekonomická transformace, jsou mnohem větší možnosti ekonomicky únosné redukce emisí, a to díky dřívějšímu neefektivnímu využívání tepla a elektřiny. Na základě JI by do takových zemí vstupovali zahraniční investoři, kteří by jako výnos ze své investice dostávali emisní kredity. Přijímající země, tedy ta, na jejímž území byly emise reálně sníženy, by si toto snížení nemohla započíst do svých závazků z Kjótského protokolu; získala by ale zahraniční investice a vyspělou technologii.
Tyto kredity by se vztahovaly ke konkrétním projektům, které by prokazatelně snižovaly emise skleníkových plynů. Kredity by byly obchodovatelné a umožnily by některým zemím splnit závazky z Úmluvy na území jiného státu za ekonomicky oboustranně výhodných podmínek.

### Mechanismus čistého rozvoje
Článek 12 Kjótského protokolu umožňuje zemím Dodatku I podobným způsobem financovat projekty, které musí skutečně snižovat existující emise skleníkových plynů, ve státech třetího světa. Od roku 2000 je možno za příslušné projekty již získávat kredity započitatelné do splnění závazků vyplývajících z Kjótského protokolu.
Mezi diskutabilní způsoby využití mechanismu čistého rozvoje, který pravidla přijatá na COP9 rovněž umožňují, patří vysazování lesů a obecně investice do propadů uhlíku (viz níže).

## Započítávání propadů
Kjótské závazky nemusí být splněny pouze snížením emisí, ať už doma či v zahraničí. Signatáři mohou také vytvářet a chránit tzv. propady uhlíku – umožnit větší ukládání uhlíku v lesích či půdě, takže jejich čisté emise oxidu uhličitého (emise, od kterých je odečten nově uložený uhlík) se sníží. Tyto propady jsou označovány také jako ponory, absorbéry či v žargonu jednání o klimatu zkratkou LULUCF (Land Use, Land Use Change and Forestry Activities – využití půdy, změny využití půdy a lesní aktivity). Jedna z možností je zachycování a ukládání oxidu uhličitého.
Propady jsou hlavní rezervoáry uhlíku na Zemi, počítáme mezi ně živé organismy, půdu a oceány. Všechny suchozemské organické propady pohltí ročně kolem 102 gigatun uhlíku ve formě CO2 spotřebovaného fotosyntetickou asimilací (produkcí organických molekul z CO2 a vody za spoluúčasti slunečního záření). Toto množství představuje přibližně 14 % celkového atmosférického uhlíku. Dýcháním těchto organismů, tedy produkcí CO2, se však necelá polovina takto vstřebaného uhlíku do atmosféry vrací. Podobně oceány odčerpají rovněž na základě chemických a biologických dějů z atmosféry 92 Gt uhlíku, přičemž plných 90 Gt zase povrchové vrstvy vody do atmosféry vrátí.
Pro některé země zakládání nových lesů může být levnější než redukce průmyslových emisí. Na jednáních COP7 v marockém Marrákéši byly přijaty limity pro jednotlivé země, určující maximální výši propadů, které mohou odečíst od svých emisí.

## Počítání kreditů
Výše zmíněné flexibilní mechanismy rozhodně nezjednodušují evidenci toho, zda ten který stát plní své závazky vyplývající z Kjótského protokolu. Spočíst emise skleníkových plynů není jednoduchá záležitost ani při nejlepší vůli (a je otázka, zda by byl vůbec zjistitelný nepříliš okatý pokus některé země o podvod vylepšující její emisní bilanci). Vzorce pro přepočet různých skleníkových plynů na ekvivalentní množství oxidu uhličitého se také, jak je uvedeno výše, neustále mění. Jen velmi obtížně si lze představit, jak do evidence závazků z Kjótského protokolu zapadne například právě spuštěný systém obchodování s emisemi v rámci EU, jestliže ta zahrnuje státy se společně sdíleným závazkem (EU15), státy s individuálními závazky, ale i dva státy bez emisních limitů (Kypr a Malta).
Tohoto problému si jsou členské státy Úmluvy pochopitelně vědomy. Proto využívat flexibilních mechanismů budou moci jen státy, které řádně evidují své vlastní emise a vytvořily registr pro evidenci získaných kreditů. Sekretariát UNFCCC povede nezávislou evidenci transakcí, která by, spolu se zprávami jednotlivých zemí o plnění jejich závazků včetně využití flexibilních mechanismů, měla být přístupná veřejnosti.

## Přehled zemí, které mají na základě Kjótského protokolu omezit své emise
| Stát                     | Limit emisí 1) | Datum ratifikace                                                   |
| ------------------------ | -------------- | ------------------------------------------------------------------ |
| Austrálie                | 108            | 3. 12. 2007 – Ratifikovalo na konferenci o změnách klimatu na Bali |
| Belgie                   | 92             | 31. 5. 2002                                                        |
| Bulharsko*               | 92             | 15. 8. 2002                                                        |
| Česko*                   | 92             | 15. 11. 2001                                                       |
| Dánsko                   | 92             | 31. 5. 2002                                                        |
| Estonsko*                | 92             | 14. 10. 2002                                                       |
| Evropské společenství 2) | 92             | 31. 5. 2002                                                        |
| Finsko                   | 92             | 31. 5. 2002                                                        |
| Francie                  | 92             | 31. 5. 2002                                                        |
| Chorvatsko*              | 95             | dosud neratifikovalo 3)                                            |
| Irsko                    | 92             | 31. 5. 2002                                                        |
| Island                   | 110            | 23. 5. 2002                                                        |
| Itálie                   | 92             | 31. 5. 2002                                                        |
| Japonsko                 | 94             | 4. 6. 2002                                                         |
| Kanada                   | 94             | 17. 12. 2002                                                       |
| Lichtenštejnsko          | 92             | 3. 12. 2004                                                        |
| Litva*                   | 92             | 3. 1. 2003                                                         |
| Lotyšsko*                | 92             | 5. 7. 2002                                                         |
| Lucembursko              | 92             | 31. 5. 2002                                                        |
| Maďarsko*                | 94             | 21. 8. 2002                                                        |
| Monako                   | 92             | dosud neratifikovalo                                               |
| Německo                  | 92             | 31. 5. 2002                                                        |
| Nizozemí                 | 92             | 31. 5. 2002                                                        |
| Norsko                   | 101            | 30. 5. 2002                                                        |
| Nový Zéland              | 100            | 19. 12. 2002                                                       |
| Polsko*                  | 94             | 13. 12. 2002                                                       |
| Portugalsko              | 92             | 31. 5. 2002                                                        |
| Rakousko                 | 92             | 31. 5. 2002                                                        |
| Rumunsko*                | 92             | 19. 3. 2001                                                        |
| Ruská federace*          | 100            | 18. 11. 2004                                                       |
| Řecko                    | 92             | 31. 5. 2002                                                        |
| Slovensko*               | 92             | 31. 5. 2002                                                        |
| Slovinsko*               | 92             | 2. 8. 2002                                                         |
| Španělsko                | 92             | 31. 5. 2002                                                        |
| Švédsko                  | 92             | 31. 5. 2002                                                        |
| Švýcarsko                | 92             | 9. 7. 2003                                                         |
| Ukrajina*                | 100            | 12. 4. 2004                                                        |
| USA                      | 93             | nehodlají ratifikovat                                              |
| Velká Británie           | 92             | 31. 5. 2002                                                        |

Zdroj: UNFCCC
Poznámky a vysvětlivky:
- Hvězdičkou * jsou označeny země přecházející na tržní ekonomiku.
- 1) Limit emisí je uveden v procentech a udává poměr průměrných emisí za pětileté období 2008–2012 oproti základnímu roku, kterým je zpravidla rok 1990,
- 2) Evropským společenstvím se zde míní 15 „starých zemí“ Evropské unie (tedy před rozšířením EU z května 2004). Tyto země se zavázaly splnit své závazky z Kjóta společně, je tedy možné, že některé země EU15 svůj závazek fakticky nesplní, ale EU15 jako celek ano.
- 3) Chorvatsko tvrdí, že není schopno stanovený cíl snížení emisí splnit a žádá proto jeho změkčení, viz stránka chorvatského ministerstva životního prostředí Archivováno 12. 2. 2005 na Wayback Machine..

## Pokračování Kjótského protokolu
K prodloužení platnosti Kjótského protokolu formou dodatku došlo na 18. konferenci smluvních stran UNFCCC, která se konala ve dnech 26.11. – 7.12.2012 v Kataru.
K novým závazkům pro snižování emisí se zavázaly členské země EU, Austrálie, Bělorusko, Chorvatsko, Island, Kazachstán, Norsko, Švýcarsko a Ukrajina; není nicméně jisté, že všichni jmenovaní dodatek k Protokolu skutečně ratifikují. Během následujících osmi let mají tyto státy společně snížit emise o 18 % oproti úrovni v roce 1990, přičemž v roce 2014 má dojít k přehodnocení a eventuálnímu navýšení těchto cílů. 
K dosavadním šesti sledovaným skleníkovým plynům (GHG) přibyl fluorid dusitý.
Zároveň se podařilo ustanovit proces prací na nové celosvětové právně závazné dohodě do roku 2015. Dohoda by měla zahrnout všechny signatáře UNFCCC a vstoupit v platnost nejpozději do roku 2020.
Postup po roce 2020 stanovuje tzv. Pařížská dohoda z roku 2015.

## Kritika Kjótského protokolu
Vývoz emisí: EU se daří Kjótský protokol plnit, aniž by v EU došlo ke snížení spotřeby obyvatelstva. Některé evropské firmy se vyhýbají regulaci skleníkových plynů tím, že stěhují svou výrobu do zemí, kde regulace skleníkových plynů neexistuje. Hotové výrobky pak dováží zpět do EU. Celkové globální emise se tedy nijak nesníží. Mezi lety 2000–2008 se globální emise CO2 zvýšily dle odhadů o 29 %. Ovšem jde pouze o odhady emisí, které mohou být přeceněné jako v případě Číny. Obchodování s emisemi může paradoxně vést k jejich vytváření.

## Emisní povolenky
Emisní povolenky (a obchodování s nimi) jsou nástroje, které vytvořila Evropská unie, aby mohla splnit svůj závazek snížení emisí skleníkových plynů vyplývající z Kjótského protokolu. Evropská komise stanovuje celkový objem skleníkových plynů, který mohou vyprodukovat jednotlivé členské státy EU, a při svém rozhodování vychází z tzv. uhlíkové náročnosti jednotlivých národních ekonomik. Státy EU rozdělí mezi producenty skleníkových plynů emisní povolenky a na energetických burzách v Evropě je zprostředkován nákup a prodej emisních povolenek za tržní ceny. Ve stávající podobě funguje systém emisních povolenek od roku 2005. Jejich cena ale prudce klesla, což prakticky přivodilo krach trhu s povolenkami. V průběhu roku 2017 ale EU odsouhlasila reformu systému prodeje povolenek a cena začala od té doby prudce růst, což mimo jiné vede ke zdražování cen elektřiny na energetických burzách. Nadbytečné povolenky jsou stahovány z trhu, aby ceny povolenek nebyly nízké a motivovaly velké znečišťovatele k hledání ekologičtějších řešení.